# Hypogymnia occidentalis
Hypogymnia occidentalis är en lavart som beskrevs av L. H. Pike. Hypogymnia occidentalis ingår i släktet Hypogymnia och familjen Parmeliaceae.   Inga underarter finns listade i Catalogue of Life.